# 納粹德國的女性

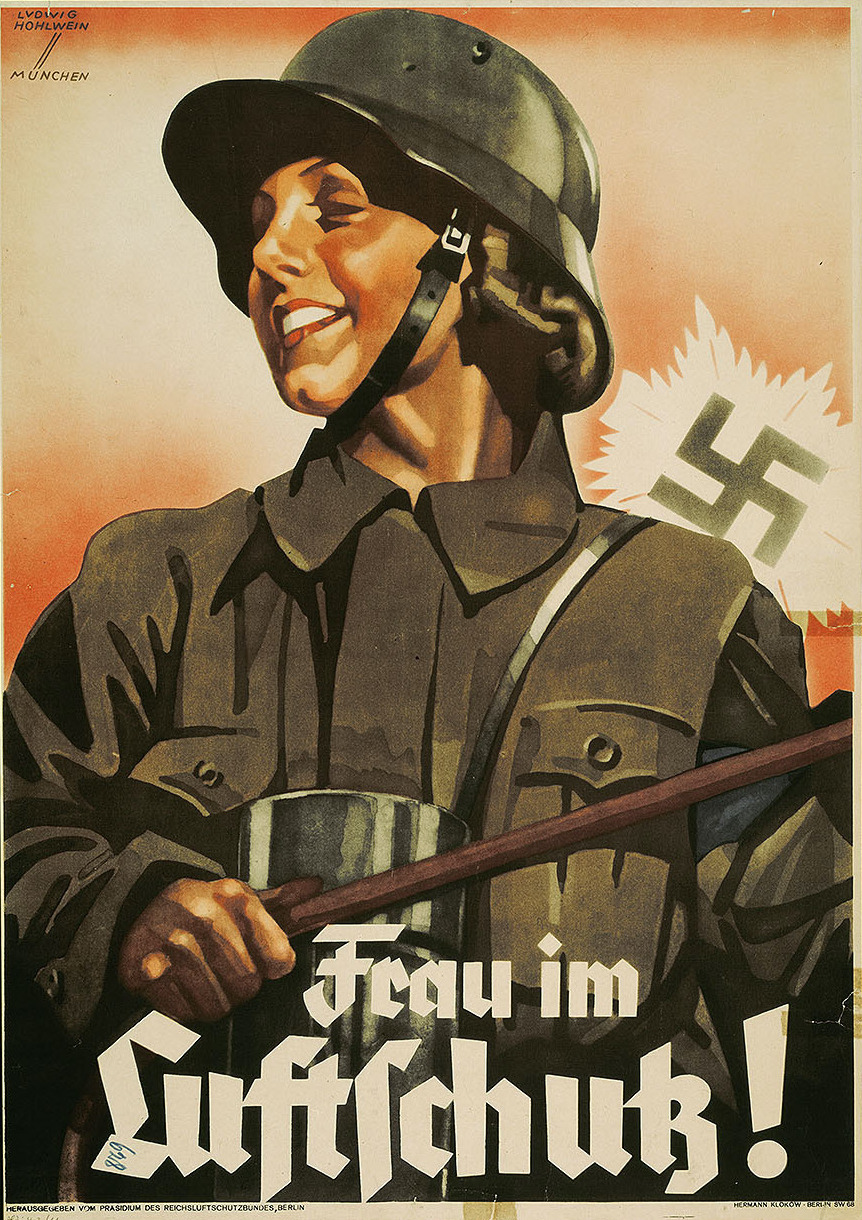
Reichsluftschutzbund的德國海報

納粹德國的女性受到納粹主義教條的影響。納粹黨鼓勵女性遠離政治，並不允許女性在納粹黨的執行機構擔任職務。但這並不影響女性成為納粹黨員。事實上納粹主義的女性政策不是簡單的壓抑女性地位，而是更大的偏向約束女人留在民生與教育領域，鼓勵女性限制在家庭之內，負責相夫教子等工作，和魏瑪共和國形成鮮明對比，並鼓勵女性生育。然而隨著戰爭的進展，一些對女性職位的限制在後來解除，女性幹部回到崗位。

## 外部連結
- United States Holocaust Memorial Museum （页面存档备份，存于）
- WWII: Women of the Reich - Photo gallery - LIFE Magazine